# کیمپور
کیمپور (به لاتین: Kayempur) یک منطقهٔ مسکونی در بنگلادش است که در دیناژپور واقع شده‌است. کیمپور ۵٬۵۰۰ نفر جمعیت دارد.